# 郭偉强
郭偉強，BBS，JP（英文名：Kwok Wai Keung，1978年4月15日—），香港工聯會政治人物，現任立法會議員（勞工界）及同時是香港房屋委員會委員，以及市區重建局非官方非執行董事及註冊社工。前任香港東區區議會和富選區議員。

## 簡歷
2003年香港區議會選舉，參選黃大仙區議會正安選區落敗。
2007年香港區議會選舉，以無黨派候選人身份參選並當選為東區區議員（和富），及後加入工聯會，於2011年及2015年，兩度自動當選連任。
2008年香港立法會選舉，在香港島隨民建聯曾鈺成名單參選，但沒有取得議席。
2012年香港立法會選舉，代表工聯會參選功能組別勞工界，自動當選為香港立法會議員。
2016年香港立法會選舉，代表工聯會循香港島地方選區當選。
2019年香港區議會選舉，郭僅以48票險勝民主派的政治素人陳嘉陽，保住議席，成為該屆唯一保住「雙料」議員資格的工聯會議員。
2021年香港立法會選舉，代表工聯會參選功能組別勞工界當選。

## 爭議

### 錯報學歷
郭偉强於2009年入讀香港理工大學社會政策及行政(榮譽)文學士兼讀制學位課程，他向外界解釋因兼顧議員工作而延遲至2014年才畢業。
2014年，有人發現郭偉強在立法會網頁申報之學歷為「社會政策及公共行政學士」，他稱因助理對他能完成課程感太興奮，在立法會更改學歷時，一時手民之誤，多寫「公共」二字。郭指課程內確有包括公共行政的科目，他又指明白自己有責任要檢查資料，未來會更小心。事後郭偉强在立法會網頁更正其學歷為「社會政策及行政(榮譽)文學士」。

### 學習態度被批評及功課「請槍」完成
於2014年11月，郭偉強被揭發，郭在其中一科佔分達50%以上的功課，以請槍方式請助理完成，而且就小組習作，亦有同學批評其態度懶散，只想做較為簡單的資料搜集，開會郭亦經常不出席。對於舉報他的匿名人士指稱，由助理幫他做功課，郭強調，在學過程中有血有汗，找資料及借書均有自己做，更沒有找助理幫手做功課。

### 不小心駕駛
工聯會立法會議員郭偉強被指在2016年6月20日，於港鐵香港大學站對出的薄扶林道路段，疑在未看清鄰線路面狀況便突然把車「抽頭」切入鄰線，結果與一輛輪椅的士相撞。當時的士上其中一名乘客是輪椅使用者，猶幸事件中無人受傷。39歲被告郭偉強昨被票控不小心駕駛罪，他在東區法院經審訊後被裁定罪成，判罰款三千五百元，並須自費修讀駕駛改進課程。

### 文宣涉侵權
2018年7月5日，關注港島東區交通的社區團體「東區交通」在社交媒體Facebook發出嚴正聲明，批評及譴責工聯會立法會議員郭偉強擅自盜用他們有關過海隧巴608線通車前的圖片，無視及侵犯他們的版權。聲明中指「東區交通」的Facebook專頁，以至「環島一家」其餘三地區團體（西區交通、灣仔交通及南區交通）專頁均沒有從任何途徑授權和准許工聯會和郭使用「東區交通」的任何圖片及任何文宣製品，聲明中更要求郭立刻刪除有關的政治文宣。

### 用「勿扮垃圾」形容立法會議員涂謹申
2019年4月17日《逃犯條例》法案委員會首次會議由民主黨涂謹申主持，但至結束前仍未選舉主席，其間工聯會郭偉強被逐離場。郭偉強在商台節目表示，涂謹申會上逐一讀出62名委員姓名非慣例，其他委員會從未試過，並認為對方無意圖要選舉主席，拖延時間，「我們作為比較守禮的議員，只能提醒他或給予忠句『喂，你不要亂來』」。
郭偉強會上向涂謹申稱「你唔好扮垃圾得唔得呀」，涂謹申指言論冒犯，要求郭偉強收回被拒，郭偉強兩度向涂謹申稱「你請我出去」，最終涂謹申只好驅逐郭偉強離場。

### 於立法會內襲擊立法會議員，後獲律政司介入並撤控
2020年5月8日內委會主席選舉爭議中，郭偉強以暴力拉跌陳志全議員衣領，將他扯在地上，並拖行數米。陳志全（慢必）5月9日到醫院進行磁力共振，發現椎間盤移位，陳志全表明，郭偉強襲擊他的證據確鑿，故短期內將報警，若警方或律政司沒有行動，他將提出私人檢控，又謂律師指郭偉強的入罪機會很大，他將發起眾籌律師費，合眾人之力令施暴的郭偉強被定罪。
東區民主派區議員及社工昨日分別在星期五發聲明譴責，民協副主席、深水埗區議員何啟明亦撰文批評郭偉強為恐怖分子，而藍絲網軍盛讚郭偉強是「工聯呂布，一招 KO」，情況就如當年商台林彬被燒死，左派的《新晚報》和《文匯報》稱之為「捷報」和「傑作」。不過，郭偉強事後未有就事件道歉，反而其後於筲箕灣擺設街站期間，回應「尋日做清道夫，掃走啲垃圾。」其言論被民協區議員何啟明批評，此舉實屬恐怖分子之為。及後，陳志全決定向郭偉強提出私人檢控，並就法律開支舉行眾籌，短短六小時眾籌已達標。。郭則回應指市民大眾都會看到當日誰在擾亂議會，誰在阻止其他人擾亂議會，所以郭沒有解釋太多。
直至11月律政司介入案件，9日正式獲法庭撤控。郭偉强表示希望大家能回復正軌，並深信天地要有正氣，希望事件告一段落能就此停止，重申由始至終都沒有犯罪意圖，是此事的關鍵，並指「播獨」及荼毒下一代的人更應該道歉。而陳志全斥律政司放生郭偉強，表示不排除提出司法覆核，但承認有一定難度。

### 就陳志全性取向作人身攻擊
就郭偉強於2020年5月在立法會內會主席選舉期間襲擊陳志全，陳志全向郭偉強提出私人檢控，至7月28日，郭偉強在社交媒體直播評論事件，多次以「菊花先生」暗嘲陳志全，並批評對方帶支持者阻礙他進入法院及接受傳媒採訪。陳志全其後狠批郭以此等字眼攻擊同性戀者，只會引起更多人去模仿嘲笑性小眾，形容這是非常錯誤的示範，又指自己並沒有帶支持者到法院，有關人士都只是自發到場。歌手黃耀明批評郭偉強為無知無恥的貨色，菊花前菊花後的嘲諷與歧視性小眾實為言語暴力，又再提及他和其他性小眾一直爭取的反歧視法。已經報名參加2020年香港立法會選舉的香港社會工作者總工會副會長張志偉於7月28日在社交媒體引述《社工工作守則實務指引》中，指出社工需要防止及消除歧視，推動大眾尊重社會的不同文化，不得人身攻擊等多點，發起對郭偉强的投訴。平機會其後亦回應事件，呼籲有影響力者發表言論應注意用詞。

### 駕駛期間開立會視像會議
2021年1月14日，立法會房屋事務委員會舉行視像會議期間，郭偉強疑似正在駕車，涉違反《道路交通條例》。事隔一日他向公眾致歉，表示會配合調查，當時沒有回應會否自首。但郭於當晚已經到警署自首，並再次就事件誠懇致歉，暫時未被檢控。

### 弄錯《衛報》身份
2021年1月21日，立法會討論「《施政報告》致謝議案」，郭偉強在借題發揮要求立法打擊假信息和假新聞時，引用英國《衛報》的內容後竟指該報是「世界衛生組織的報章」，引起社會一片嘩然。有評論認為此乃反映親中派的議政水平之低，以及對世界的無知。

### 立法會辯論《施政報告》致謝議案
2021年1月21日在立法會會辯論《施政報告》致謝議案期間說要規管假新聞、假資訊，當時他誤称英國「衛報」是世界衛生組織的報紙。

### 諷胡志偉「背祖忘宗」難言盡孝
2021年5月7日，郭偉強在FB發文，諷刺因47人初選案正遭還押的民主黨前主席胡志偉，獲高院法官批准短暫保釋奔父喪，指因法官已批准「講乜都無用」，又指「背祖忘宗，賣國求榮的人講盡孝，都一樣難聽過粗口。」
民主黨主席羅健熙及後亦於FB發文回應，稱言論「為郭偉強的人格證明」，原來盡孝都有國土、種族之分，「亦權作郭偉強的智力證明。」

### 輕視疫情出席聚會被送到竹篙灣檢疫中心隔離
2022年1月3日，因為冠狀病毒肺炎的新一波疫情在香港急速升溫，衛生署要求市民立即停止及取消所有人群聚集的宴會及社交活動，但香港特區政府多名主要官員及議員卻於同一天集體出席中國全國人大香港代表洪為民一個不跟足政府防疫指引（賓客進食以外時間除口罩、除口罩離檯交際唱歌和多人涉嫌沒掃安心出行入餐廳等等）的大型生日派對，超過170人在灣仔灣景中心的一家西班牙餐廳聚集，其後有人確診染疫，而被送到竹篙灣檢疫中心隔離21天，後因有涉事者為假陽性而被提早釋放。多名人士涉「知法犯法」令特首林鄭月娥表示非常失望。

## 外部連結
- 工聯會（页面存档备份，存于）
- 東區區議會成員資料
- 郭偉强立法會議員簡歷（页面存档备份，存于）
- 郭偉强Facebook

| 香港區議會    | 香港區議會                              | 香港區議會  |
| ------------- | --------------------------------------- | ----------- |
| 前任： 王國興 | 東區區議會 和富選區區議員 2008年—2023年 | 繼任： 末任 |